# نجمة كونغريا
كونغريا ستار والتي تأسست عام 2005 تحت اسم يكيتيا ستار (الكردية لنجم اتحاد المرأة)، هي كونفدرالية المنظمات النسائية في روجافا بسوريا. وكان لها دور فعال في التقدم الهائل المتحقق في العلاقات بين الجنسين في المنطقة. ويستند عملها على الإدعاء الذي يقول أن المجتمع الحر حقا مستحيل بدون تحرير المرأة.
وتركز المنظمة على تنظيم لجان ثورية نسائية تركز على الفرص الاقتصادية والتنمية، وزيادة الوعي والدفاع عن النفس للمرأة. وتهدف كونغريا ستار، التي تعمل في جميع أنحاء روجافا وسوريا، إلى أن تكون مثالا للشرق الأوسط بأكمله وأن تحقق ثورة تحرير المرأة في جميع أنحاء المنطقة وبالنسبة للناحية الإيديولوجية، فإنها تقع ضمن الإطار الأوسع لحركة التحديث الكونفدرالية الديمقراطية.

## أكاديميات
أنشأت يكيتيا ستار عدة أكاديميات التي تأسست من ضمنها أكاديمية يكيا ستار عام 2012 التي تقدم التعليمات في إطار Jeneolojî (التي تعنى بالكردية «علم المرأة»)، وهو مصطلح صاغه عبد الله أوجلان. تقدم الأكاديمية مقدمة ل Jeneolojî، وهو استكشاف الاقتصاد من عدسة نسوية حيث ينظر إلى النساء على أنهن مؤثرات مركزية في الاقتصادوكذلك في التربية المدنية التي تمارس في روجافا، بالإضافة إلى مواضيع أخرى.
يتراوح الكيان الطلابي بصورة واضحة، ابتداءاً من خريجي الجامعات الشباب لكبار السن الأميين. تؤكد طرق التدريس في المدرسة على سلطة الشخصية لكل طالب وتشجع علاقة أكثر تفاعلية بين المعلم والطالب، وذلك نفس نهج فلسفة تدريس جون ديوي وباولو فريري. يتوج كل برنامج في دورة نهائية تدعى «المنصة» والمنصة هي فرصة للطالب ليعلن عن الطريقة التي سيشارك بها في ثورة روجافا.

## البلدية
يتواجد العشرات من العموم في روجافا بما في ذلك مدن تل تامير وعفرين وآغجله والجنوب وجندريسة.

## المنشورات
نشرت نجمة الاتحاد أيضاً أسوة المرأة وهي مجلة نسائية تغطى مجموعة متنوعة من المواضيع بما في ذلك الشؤون السياسية والاجتماعية، ومقابلات مع النساء بالإضافة إلى مساحة مخصصة لحزب النساء اللواتى عانين.وهناك أيضا السمسم باليوني: منتدى للقراء والمتابعين لتبادل المشاعر والقصائد والذكريات والقصص، فضلاً عن مساحة للأمهات لمناقشة الحرف اليدوية.

## أنشطة أخرى

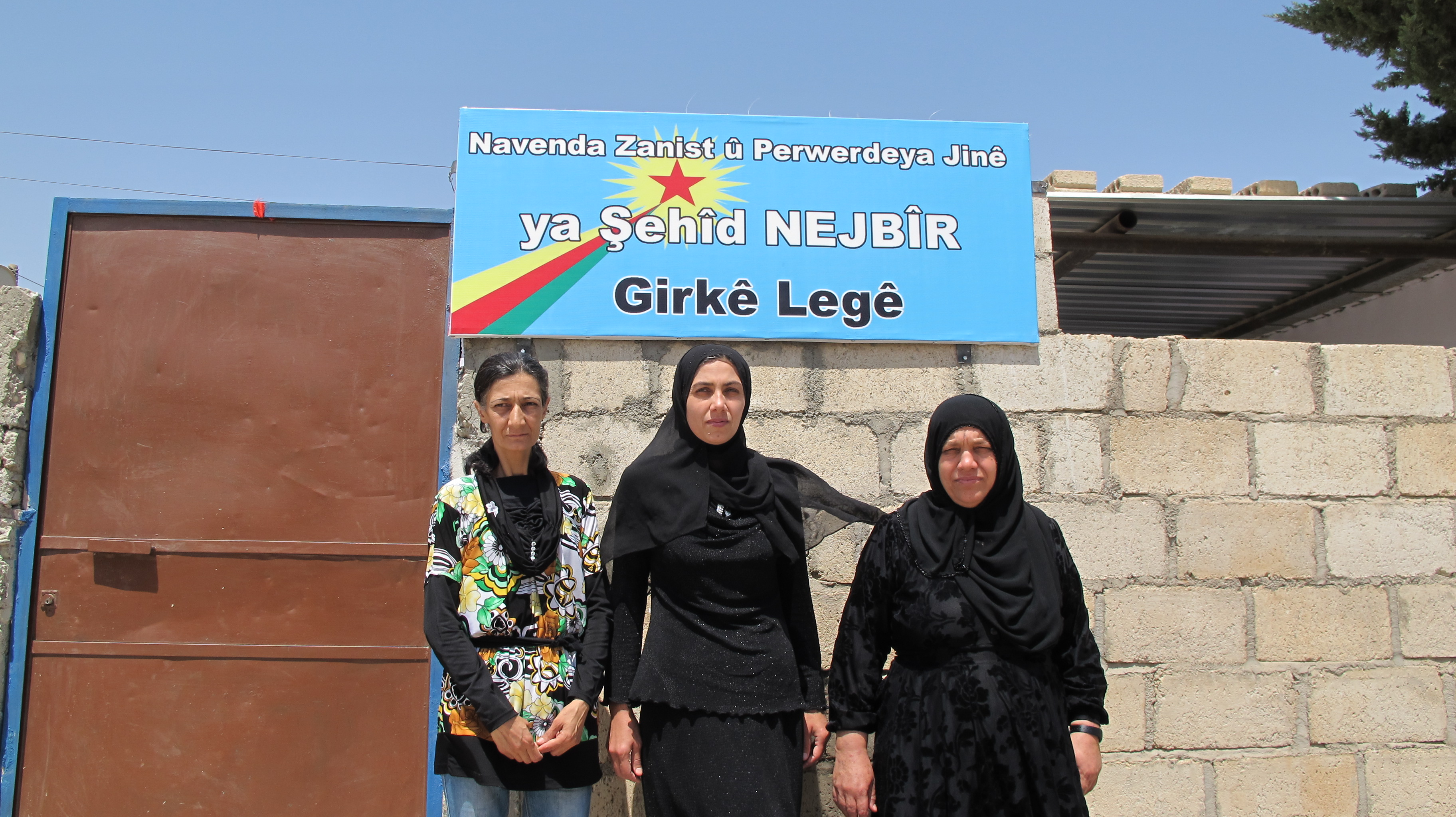
متطوعون أكراد يقفون عند مدخل مركز النساء في كركي ليج

ويتم تنظيم مشاريع وأنشطة أخرى من قبل المنظمة، بما في ذلك افتتاح حديقة في شرف عيد ميلاد الزعيم الكردي عبد الله أوجلان، وإنشاء بيوت آمنة لضحايا العنف العائلي.

## وصلات خارجية
The Committee of Diplomacy of Kongreya Star: "About the work and ideas of Kongreya Star, the Women’s Movement in Rojava", August 2016